# The Berzerker
The Berzerker ist eine australische Grindcore-/Death-Metal-Band aus Melbourne.

## Geschichte
Die Band wurde 1995 als Solo-Projekt von Luke Kenny gegründet. Anfangs waren die Mitglieder nur nach ihrem Instrument benannt („The Drummer“, „The Guitarist“ etc.) und trugen Masken auf der Bühne. Zwischen 1995 und 1998 erschienen verschiedene Singles und EPs beim australischen Independent-Label Industrial Strength. 1998 wurde die Gruppe von Earache Records unter Vertrag genommen, 2000 erschien ihr selbstbetiteltes Debütalbum. Zu dem Lied Reality wurde ein Musikvideo gedreht, das von MTV wegen der verschreckenden und für Epileptiker gefährlichen Aufmachung boykottiert wurde. Nach einer Tournee durch die USA erschien 2002 das zweite Album Dissimulate, auf dem mit Corporal Jigsore Quandary eine Coverversion der britischen Extrem-Metal-Band Carcass enthalten war. Bei der Earache Christmas Party Ende 2003 spielten die betrunkenen Mitglieder der Band einen extrem gewalttätigen Auftritt, ein Mitschnitt davon erschien 2004 auf der DVD The Principles and Practices of The Berzerker. Daneben enthielt die DVD sämtliches von der Band in ihrem bisherigen Bestehen aufgenommenes Material. Zu dieser Zeit beschloss The Berzerker, künftig ohne Masken aufzutreten. Über Weihnachten 2004 nahm die Band das dritte Album in der Besetzung auf, die bereits das Debütalbum aufgenommen hatte. Die Aufnahmen des Albums fanden ohne Schlagzeuger statt und die Band verwendete keine Gitarrenverstärker, sondern nahm die Töne direkt über das Mischpult ab. World of Lies erschien im Januar 2006. Mitte des Jahres 2006 begannen die Arbeiten am Nachfolgealbum Animosity, das im Februar 2007 erschien. Das Plattencover war Ergebnis eines Wettbewerbs, den der französische Untergrundkünstler Adrien Bousson gewann. Das bislang letzte Album The Reawakening erschien im Juli 2008, danach endete der Vertrag mit Earache Records. Zwar kündigte die Band im August 2009 ein neues Studioalbum an, dies ist bislang jedoch noch nicht erschienen. Es folgte eine Pause der Band auf unbestimmte Zeit. Laut der offiziellen Facebook-Seiten der Band sowie von Luke Kenny, sind The Berzerker seit Anfang 2020 aus der Pause zurück und werden voraussichtlich im März 2020 nach zwölf Jahren ein neues Studioalbum veröffentlichen.

## Stil
Die Musik wird als Mischung aus Speedcore, Gabber, Drum and Bass, Cybergrind, Death Metal und Grindcore beschrieben. Die Riffs orientieren sich an Bands wie Carcass, der Gesang ist stark verfremdet und die Musik wird mit Samples, elektronischen Beats und Noise-Elementen versetzt.

## Diskografie

### Alben
- 2000: The Berzerker
- 2002: Dissimulate
- 2006: World of Lies
- 2007: Animosity
- 2008: The Reawakening

### EPs
- 1995: Archie Campbell (Digitale EP)
- 1996: No?
- 1996: Full of Hate
- 1998: Inextricable Zenith
- 2000: Broken
- 2006: Animosity EP
- 2008: The Reawakening EP

### Livealben
- 2000: The Berzerker – Live and Rare
- 2010: The Berzerker – Live in London

### DVDs
- 2004: The Principles and Practices of The Berzerker

### Weitere Veröffentlichungen
- 2000: Demos 1998